# Unione di comuni Valdarno e Valdisieve
L'Unione di comuni Valdarno e Valdisieve è un'unione di comuni della Toscana, nella Città metropolitana di Firenze, formata dai comuni di Londa, Pelago, Pontassieve, Reggello, Rufina e San Godenzo.

## Geografia fisica

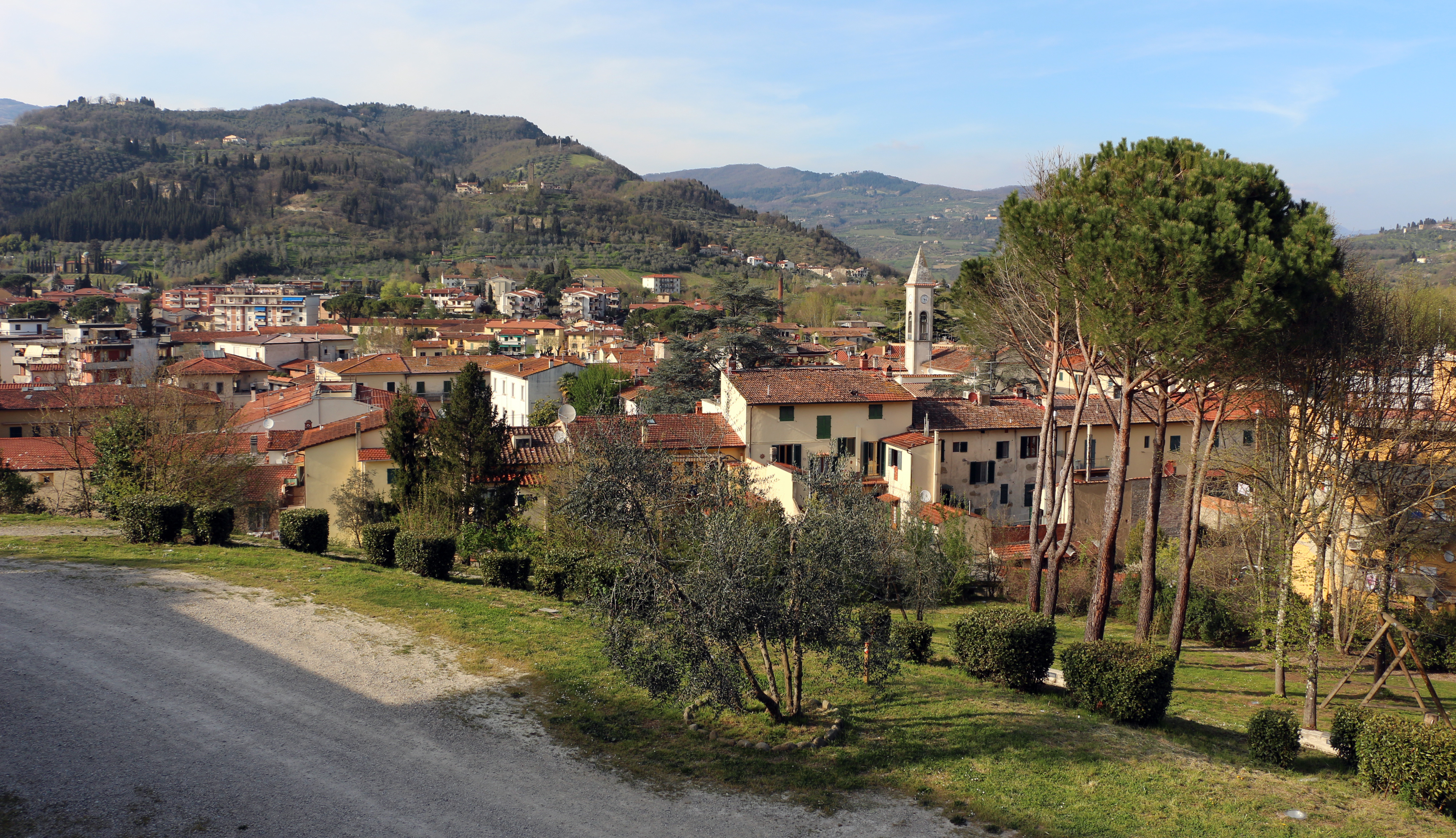
Veduta di Rufina

L'Unione di comuni Valdarno e Valdisieve copre una superficie di 546,83 km² con circa 64.000 abitanti e una densità leggermente superiore a 117 abitanti per chilometro quadrato.

Si estende tra la valle della Sieve a sud e nel Valdarno Superiore. Il panorama passa da quello naturale di Vallombrosa, a quello agricolo dei filari di uva e degli uliveti a quello più antropico con architetture religiose, civili e militari.

## Storia
Il 1º dicembre 2010 l'Unione di comuni Valdarno e Valdisieve subentra alla Comunità montana Montagna Fiorentina con la stessa composizione amministrativa. La sede viene stabilita a Rufina.
In seguito aderisce anche il Comune di Rignano sull'Arno con deliberazione Consiliare n. 78 del 23/12/2010; successivamente, nel corso del 2016, lo stesso Comune ratifica il recesso dall'Unione.

## Monumenti e luoghi d'interesse

### Aree naturali
- Vallombrosa
- Parco nazionale delle Foreste Casentinesi, Monte Falterona e Campigna
- Foresta di San Antonio
- Consuma
- Monte Giovi
- Monte Falterona
- Monte Falco

## Elenco dei comuni
- Londa
- Pelago
- Pontassieve
- Reggello
- Rufina
- San Godenzo

Il Consiglio comunale di Rignano sull'Arno, a giugno 2016, ha ratificato il recesso dall'Unione di Comuni.